# Red Cross (Caroline du Nord)
Red Cross est une ville américaine située dans le comté de Stanly dans l'État de Caroline du Nord. En 2010, sa population était de 742 habitants.

## Source de la traduction
- (en) Cet article est partiellement ou en totalité issu de l’article de Wikipédia en anglais intitulé « Red Cross, North Carolina » (voir la liste des auteurs).